# Cómo seducir a una mujer
Cómo seducir a una mujer es una película de Argentina filmada en colores dirigida por Ricardo Alventosa según su propio guion, en el cual colaboró José Martínez Suárez, que se estrenó el 2 de marzo de 1967 y que tuvo como protagonistas a Ricardo Espalter,Fernanda Mistral Raimundo Soto, Alba Mujica y Mercedes Harris. El filme está dedicado a la memoria de Buster Keaton.

## Sinopsis
Un joven es ayudado por un profesor y su insólita máquina de enamorarse.

## Reparto
Participaron en el filme los siguientes intérpretes:
- Ricardo Espalter como Juan Domínguez
- Raimundo Soto como el profesor Alex
- Alba Mujica como la madre de Juan
- Mercedes Harris como la sirvienta de la plaza
- Estela Molly como la mujer encuestadora
- Mariel Comber como la mujer de la bicicleta
- Claudia Sánchez como la viuda
- Fernanda Mistral como la directora de la empresa
- Nacha Guevara como la dueña de la gata
- Norman Briski como el médico veterinario
- Elida Marletta como la trabajadora sexual
- Sergio Corona
- Adolfo García Grau como el proxeneta
- Héctor Alterio como el cura párroco
- Eduardo Bergara Leumann como el difunto
- Vicente Basualdo

## Comentarios
El Mundo dijo en su crónica:

”Inteligente manejo del tono farsesco que no excluye cierta delectación ante recursos de films de la época muda… cierta propensión a sugerir, como a utilizar la mentalidad del espectador como elemento de conducción hacia el hallazgo de cada momento feliz… aspiración digna de ser alentada”.

Manrupe y Portela escriben:

”Comedia tildada de demasiada intelectual para ser popular y viceversa que debería ser revisada. Con algunos de los momentos más divertidos de la década a cargo de los cómicos uruguayos del entonces televisivo Telecataplum”.